# Transistor de canal de buit a nanoescala
Un transistor de canal de buit a nanoescala (NVCT) és un transistor en el qual el medi de transport d'electrons és un buit, com un tub de buit. En un transistor d'estat sòlid tradicional, hi ha un canal semiconductor entre la font i el drenatge, i el corrent flueix a través del semiconductor. Tanmateix, en un transistor de canal de buit a nanoescala, no existeix cap material entre la font i el drenatge i, per tant, el corrent flueix a través del buit.
Teòricament, s'espera que un transistor de canal de buit funcioni més ràpid que un transistor d'estat sòlid tradicional, i tingui una potència de sortida més alta i una tensió de funcionament més baixa. A més, s'espera que els transistors de canal de buit funcionin a una temperatura i un nivell de radiació més alts que un transistor tradicional fent-los adequats per a l'aplicació espacial.
El desenvolupament de transistors de canal de buit encara es troba en una fase d'investigació molt primerenca, i només hi ha estudis limitats en la literatura recent, com ara el transistor de canal de buit amb emissor de camp vertical, elèctrodes planars aïllats amb porta. transistor de canal de buit, transistor de canal de buit vertical, i transistor de canal de buit de porta tot al voltant.

## Història
El concepte d'utilitzar un feix d'electrons emès de camp convencional en un díode es va esmentar per primera vegada en un article de 1961 de Kenneth Shoulders. Tanmateix, a causa de la dificultat tecnològica de fabricar una font d'electrons emissor de camp, aquest díode no es va implementar.
A mesura que avançava el camp de la microfabricació, es va fer possible fabricar fonts d'electrons emeses en camp, obrint així el camí per als transistors de canal de buit. La primera implementació reeixida va ser informada per Gary et al. el 1986. Tanmateix, els primers transistors de canal de buit patien una tensió de llindar de porta alta i no podien competir amb els transistors d'estat sòlid.

## Avantatges
Els transistors de canal de buit a nanoescala tenen diversos avantatges respecte als transistors d'estat sòlid tradicionals, com ara alta velocitat, gran potència de sortida i funcionament a alta temperatura i immunitat a les radiacions fortes. Els avantatges d'un transistor de canal de buit sobre un transistor d'estat sòlid es discuteixen amb detall a continuació:
- Alta velocitat
- Funcionament a alta temperatura
- Immunitat a la radiació

## Desavantatges
El rendiment d'un transistor de canal de buit depèn de l'emissió de camp d'electrons de l'elèctrode font. Tanmateix, a causa de l'elevat camp elèctric, els elèctrodes font es degrada amb el temps, disminuint així el corrent d'emissió. A causa de la degradació de l'elèctrode font d'electrons, els transistors de canal de buit pateixen una poca fiabilitat.